# Sofer (Familienname)
Sofer ist der nach dem hebräischen Berufsnamen Sofer gebildete Familienname folgender Personen:
- Avraham Schmuel Binjamin Sofer (1815–1871), ungarischer Rabbiner und Rosch Jeschiwa
- Adi Sofer (* 1987), israelischer Fußballspieler
- Chaim Sofer (1821–1886), ungarischer Rabbiner
- Dalia Sofer (* 1972), US-amerikanische Schriftstellerin
- Jakow Chajim Sofer (1870–1939), charedischer Rabbiner, Talmudist, Posek und Kabbalist
- Johann Sofer (1901–1970), österreichischer Gymnasialprofessor, Universitätsdozent und Romanischer Philologe
- Moses Sofer (Moses Schreiber; 1762–1839), deutscher Oberrabbiner
- Opal Sofer (* 1997), israelische Fußballspielerin
- Rena Sofer (* 1968), US-amerikanische Schauspielerin